# Саут Падре Ајланд (Тексас)
Саут Падре Ајланд (енгл. South Padre Island) град је у америчкој савезној држави Тексас. По попису становништва из 2010. у њему је живело 2.816 становника.

## Демографија
Према попису становништва из 2010. у граду је живело 2.816 становника, што је 394 (16,3%) становника више него 2000. године.
| Група             | 2000.         | 2010.         |
| Белци             | 1.817 (75,0%) | 1.893 (67,2%) |
| Афроамериканци    | 17 (0,7%)     | 32 (1,1%)     |
| Азијати           | 5 (0,2%)      | 40 (1,4%)     |
| Хиспаноамериканци | 553 (22,8%)   | 828 (29,4%)   |
| Укупно            | 2.422         | 2.816         |